# Erica myriadenia
Erica myriadenia är en ljungväxtart som först beskrevs av John Gilbert Baker, och fick sitt nu gällande namn av Laurence J. Dorr och E. G. H. Oliv. Erica myriadenia ingår i släktet klockljungssläktet, och familjen ljungväxter. Inga underarter finns listade i Catalogue of Life.